# Shampyrt
Shampyrt är ett vattendrag i Armenien. Det ligger i den centrala delen av landet, 80 kilometer öster om huvudstaden Jerevan. Shampyrt ligger vid Sevansjön.
Trakten runt Shampyrt består i huvudsak av gräsmarker. Runt Shampyrt är det ganska tätbefolkat, med 72 invånare per kvadratkilometer.